# Olympische Winterspiele 2006/Eisschnelllauf – Teamverfolgung (Männer)
Die Teamverfolgung im Eisschnelllauf der Männer bei den Olympischen Winterspielen 2006 wurden am 16. Februar 2006 im Oval Lingotto ausgetragen. Olympiasieger wurde das Team aus Italien vor Kanada und Niederlande.

## Ergebnisse

### Qualifikation
| Platz | Land | Sportler                                              | Zeit (min) |
| ----- | ---- | ----------------------------------------------------- | ---------- |
| 1     | CAN  | Arne Dankers Steven Elm Denny Morrison                | 3:47,37    |
| 2     | ITA  | Enrico Fabris Ippolito Sanfratello Stefano Donagrandi | 3:47,79    |
| 3     | NED  | Rintje Ritsma Mark Tuitert Carl Verheijen             | 3:48,02    |
| 4     | NOR  | Eskil Ervik Øystein Grødum Lasse Sætre                | 3:49,55    |
| 5     | GER  | Stefan Heythausen Robert Lehmann Tobias Schneider     | 3:49,59    |
| 6     | RUS  | Artem Detyschew Alexander Kibalko Iwan Skobrew        | 3:49,75    |
| 7     | USA  | Charles Leveille Clay Mull Derek Parra                | 3:51,32    |
| 8     | JPN  | Kesato Miyazaki Teruhiro Sugimori Takahiro Ushiyama   | 4:03,83    |

### Endrunde
|  | Viertelfinale                                  | Viertelfinale                        |                                         |              | Halbfinale | Halbfinale |  |  | A-Finale | A-Finale |
|  |                                                |                                      |                                         |              |            |            |  |  |          |          |
|  | NiederlandeVerheijen, Wennemars, Kramer        | 3:44,65                              |                                         |              |            |            |  |  |          |          |
|  | RusslandSchepel, Lalenkow, Skobrew             | 3:47,49                              |                                         |              |            |            |  |  |          |          |
|  | RusslandSchepel, Lalenkow, Skobrew             | 3:47,49                              | NiederlandeVerheijen, Wennemars, Kramer | DNF          |            |            |  |  |          |          |
|  |                                                |                                      | NiederlandeVerheijen, Wennemars, Kramer | DNF          |            |            |  |  |          |          |
|  |                                                | ItalienFabris, Anesi, Sanfratello    | –                                       |              |            |            |  |  |          |          |
|  | ItalienFabris, Anesi, Sanfratello              | ItalienFabris, Anesi, Sanfratello    | –                                       | 3:43,64 (OR) |            |            |  |  |          |          |
|  | ItalienFabris, Anesi, Sanfratello              |                                      |                                         | 3:43,64 (OR) |            |            |  |  |          |          |
|  | Vereinigte StaatenBoutiette, Hedrick, Leveille | 3:44,11                              |                                         |              |            |            |  |  |          |          |
|  |                                                |                                      | ItalienFabris, Anesi, Sanfratello       | 3:44,46      |            |            |  |  |          |          |
|  |                                                | KanadaElm, Dankers, Warsylewicz      | 3:47,28                                 |              |            |            |  |  |          |          |
|  | NorwegenErvik, Bøkko, Larsen                   | 3:47,81                              |                                         |              |            |            |  |  |          |          |
|  | DeutschlandSchneider, Heythausen, Dallmann     | 3:49,68                              |                                         |              |            |            |  |  |          |          |
|  | DeutschlandSchneider, Heythausen, Dallmann     | 3:49,68                              | NorwegenErvik, Bøkko, Larsen            | 3:47,81      |            |            |  |  |          |          |
|  |                                                |                                      | NorwegenErvik, Bøkko, Larsen            | 3:47,81      |            |            |  |  |          |          |
|  |                                                | KanadaDankers, Morrison, Warsylewicz | 3:44,91                                 |              |            |            |  |  |          |          |
|  | KanadaParker, Morrison, Warsylewicz            | KanadaDankers, Morrison, Warsylewicz | 3:44,91                                 | 3:52,01      |            |            |  |  |          |          |
|  | KanadaParker, Morrison, Warsylewicz            |                                      |                                         | 3:52,01      |            |            |  |  |          |          |
|  | JapanUshiyama, Sugimori, Miyazaki              | 3:53,88                              |                                         |              |            |            |  |  |          |          |

### Endstand
| Platz | Land | Sportler                                                                       | Zeit (min) |
| ----- | ---- | ------------------------------------------------------------------------------ | ---------- |
| 1     | ITA  | Matteo Anesi Enrico Fabris Ippolito Sanfratello Stefano Donagrandi             | 3:44,45    |
| 2     | CAN  | Arne Dankers Steven Elm Denny Morrison Jason Parker Justin Warsylewicz         | 3:47,28    |
| 3     | NED  | Sven Kramer Rintje Ritsma Mark Tuitert Carl Verheijen Erben Wennemars          | 3:44,53    |
| 4     | NOR  | Håvard Bøkko Eskil Ervik Øystein Grødum Mikael Flygind Larsen Lasse Sætre      | 3:45,96    |
| 5     | RUS  | Artem Detyschew Alexander Kibalko Jewgeni Lalenkow Dmitri Schepel Iwan Skobrew | 3:46,91    |
| 6     | USA  | KC Boutiette Chad Hedrick Charles Leveille Clay Mull Derek Parra               | 3:49,73    |
| 7     | GER  | Jörg Dallmann Stefan Heythausen Robert Lehmann Tobias Schneider                | 3:48,28    |
| 8     | JPN  | Kesato Miyazaki Teruhiro Sugimori Takahiro Ushiyama                            | 3:50,37    |